# Samtidskonst
Begreppet samtidskonst avser antingen konst som utförs i vår samtid, eller utvidgat, konst från sent 1960-tal till och med 2000-talets konst. Samtidskonst kan också vara synonym med postmodern konst eller konst som medvetet befinner sig utanför eller motsätter sig modernismens grunder. Termen postmodernism kan dock vara problematisk eftersom den kan syfta på en historisk epok och ett specifikt förhållningssätt till konst och skapande. Många konstnärer fortsätter även i dag att skapa konst utifrån ett modernistiskt ramverk, varför nutida konstverk inte alltid uppvisar typiskt postmodernistiska idéer. Därför används i stället ofta begreppet samtida konst, på grund av ordets inkluderande karaktär.
Konsten har sedan slutet av 1960-talet blivit alltmer internationell. I skuggan av ett vidgat konstbegrepp har det gränsöverskridande och personliga, somliga skulle säga privata, fått mer utrymme och ismerna har fått träda tillbaka.

## Några uttryck och/eller metoder
Eftersom begreppet samtidskonst är ett oprecist begrepp innehåller det en stor mängd uttryck. Måleri, teckning, fotografi och skulptur är tekniker som självklart används inom ramen för samtidskonsten. Dock finns det ett antal uttryck och konstnärliga fält som mer än andra kan förknippas med samtidskonst.
Här följer ett antal exempel:
| - Abstrakt konst - Aktionskonst - Digital konst - Gatukonst - Graffiti - Happening - Fluxus - Installationskonst - Interaktiv konst - Jordkonst | - Kitsch - Konceptkonst - Ljudkonst - Minimalism - Participatory art (eller ”dialogisk”, "deltagande" eller ”littoral”) - performancekonst - Postmålerisk abstraktion - Relationell konst - Videokonst - Bild & poesi |

## Några samtidskonstnärer

### Amerika
| - Vito Acconci - Jennifer Bartlett - Jean-Michel Basquiat - Chuck Close - John Coplans - Martin Creed - Eric Fischl - Bill Fontana - Robert Gober - Felix Gonzalez-Torres - Peter Halley - Keith Haring | - Gary Hill - Jenny Holzer - Wendy Jacob - Jasper Johns - Mike Kelley - Ellsworth Kelly - Mary Kelly - Jeff Koons - Louise Lawler - Roy Lichtenstein - Donald Lipski - Sally Mann | - Christian Marclay - John Miller - Joan Mitchell - Celia Alvarez Muñoz - Ed Moses - Bruce Nauman - Rebecca Purdum - Robert Rauschenberg - David Salle - Julian Schnabel - Cindy Sherman - Laurie Simmons | - Frank Stella - Alan Rath - Tim Rollins - Jim Shaw - Lorna Simpson - Kiki Smith - Philip Smith - Jessica Stockholder - Jacek Tylicki - Alex Webb - Carrie Mae Weems - David Wojnarowicz |

Se vidare:
- Kategori:Konstnärer

### Europa
- Marina Abramovic
- Art & Language
- Tracey Emin
- Douglas Gordon
- Thomas Hirschhorn
- Damien Hirst
- Otto Muehl
- Pipilotti Rist

(För svenska samtida konstnärer se svensk konst)

### Asien
- Lida Abdul
- He Chenyao

### Afrika
- Candice Breitz
- Wangechi Mutu
- Tracey Rose

## Samtidskonsten i Sverige
- Se Svensk konst